# 平谷知也
平谷 知也（ひらたに ともや、1995年2月7日 - ）は、日本の子役俳優、元男子ジュニアアイドルである。
2010年4月1日、ホットオフィスを卒業。

## 出演

### 映画
- ハリウット作品「LEFT hANDED」 - 主役の同級生 役
- クローズド・ノート

### 舞台
- おもいやり - 転校生・優希 役
- 乙女の滝伝説 - 大杉の精 役

### DVD
- A Half Blood Vampire
- Cat'sミュージカル「NORA」 - 裏道りの猫：トランクス 役
- Cat'sミュージカル「NORA」 - 裏通りの猫：ブルマ 役
- くノ一妖魔斬り A Half Bood Vampire外伝 - 風魔忍軍：土鬼 役
- 忍風くノ一伝説 吹雪 - 飛騨の忍び：霧丸 役
- おとうと倶楽部Vol.2 TSUYA艶 平谷知也 中学2年生
- 怪盗少女伝 NEZUMI - 平野エノキ：役

### ETC
- マレーシア政府観光局 - PV出演